# El Bordj
El Bordj è un comune dell'Algeria, situato nella provincia di Mascara.